# Rozrachunki
Rozrachunki – należności lub zobowiązania zarachowane w księgach jednostki gospodarczej na podstawie dokumentów księgowych (zewnętrznych lub wewnętrznych), charakteryzujące się precyzyjnym określeniem wierzyciela i dłużnika, zaakceptowaną przez nich kwotą, będącą przedmiotem rozrachunku, oraz ściśle określonym terminem i sposobem rozliczenia. Rozrachunki wykazywane są w kwotach nominalnych (brutto, tj. wraz z naliczonym podatkiem VAT). W księgach przedsiębiorstw działających w Polsce rozrachunki wykazywane są w walucie polskiej, to znaczy, że rozrachunki wyrażone w walucie obcej przeliczane są zgodnie z obowiązującymi przepisami na walutę polską.
W rachunkowości dzieli się rozrachunki, stosując następujące kryteria:
Podmiotowość:
- z odbiorcami i dostawcami,
- z pracownikami,
- z właścicielami (udziałowcami, wspólnikami, akcjonariuszami),
- z jednostkami publicznoprawnymi,
- z bankami,
- z innymi osobami fizycznymi i prawnymi.

Przedmiotowość:
- z tytułu dostaw i usług,
- podatków i ubezpieczeń społecznych,
- dotacji,
- rozrachunków wewnątrzzakładowych,
- wynagrodzeń,
- zaliczek,
- emisji papierów wartościowych,
- udzielonych i zaciągniętych pożyczek i kredytów,
- niedoborów, szkód i nadwyżek w majątku przedsiębiorstwa
- zobowiązania i należności warunkowe.

Zasięg terytorialny:
- krajowe i zagraniczne

Termin spłaty:
- długoterminowe,
- krótkoterminowe.

Rodzaj działalności jednostki:
- dotyczące działalności operacyjnej,
- finansowej i związane z budową środków trwałych.

Pewność dokonywania rozliczeń:
- pewne,
- wątpliwe, czyli o charakterze spornym,

a także:
- bezwarunkowe,
- warunkowe.

W bilansie rozrachunki ujmowane są zarówno w aktywach (należności długo- i krótkoterminowe), jak i w pasywach (zobowiązania długo- i krótkoterminowe).